# Boismé
Boismé és un municipi francès situat al departament de Deux-Sèvres i a la regió de la Nova Aquitània. L'any 2007 tenia 1.150 habitants.

## Demografia

### Població
El 2007 la població de fet de Boismé era de 1.150 persones. Hi havia 452 famílies de les quals 102 eren unipersonals (41 homes vivint sols i 61 dones vivint soles), 134 parelles sense fills, 179 parelles amb fills i 37 famílies monoparentals amb fills.
La població ha evolucionat segons el següent gràfic:
Habitants censats

### Habitatges
El 2007 hi havia 518 habitatges, 460 eren l'habitatge principal de la família, 34 eren segones residències i 24 estaven desocupats. 507 eren cases i 7 eren apartaments. Dels 460 habitatges principals, 331 estaven ocupats pels seus propietaris, 128 estaven llogats i ocupats pels llogaters i 1 estava cedit a títol gratuït; 1 tenia una cambra, 23 en tenien dues, 44 en tenien tres, 115 en tenien quatre i 278 en tenien cinc o més. 396 habitatges disposaven pel capbaix d'una plaça de pàrquing. A 200 habitatges hi havia un automòbil i a 233 n'hi havia dos o més.

### Piràmide de població
La piràmide de població per edats i sexe el 2009 era:
| Homes | Edats   | Dones |
| ----- | ------- | ----- |
| 0     | 95 o +  | 4     |
| 4     | 90 a 94 | 8     |
| 8     | 85 a 89 | 20    |
| 12    | 80 a 84 | 20    |
| 20    | 75 a 79 | 20    |
| 8     | 70 a 74 | 20    |
| 32    | 65 a 69 | 16    |
| 36    | 60 a 64 | 36    |
| 20    | 55 a 59 | 12    |
| 56    | 50 a 54 | 44    |
| 48    | 45 a 49 | 48    |
| 28    | 40 a 44 | 44    |
| 36    | 35 a 39 | 20    |
| 40    | 30 a 34 | 28    |
| 56    | 25 a 29 | 44    |
| 48    | 20 a 24 | 8     |
| 40    | 15 a 19 | 48    |
| 40    | 10 a 14 | 20    |
| 24    | 5 a 9   | 36    |
| 24    | 0 a 4   | 32    |

## Economia
El 2007 la població en edat de treballar era de 712 persones, 557 eren actives i 155 eren inactives. De les 557 persones actives 512 estaven ocupades (283 homes i 229 dones) i 45 estaven aturades (24 homes i 21 dones). De les 155 persones inactives 66 estaven jubilades, 39 estaven estudiant i 50 estaven classificades com a «altres inactius».

### Ingressos
El 2009 a Boismé hi havia 466 unitats fiscals que integraven 1.167 persones, la mediana anual d'ingressos fiscals per persona era de 15.287 €.

### Activitats econòmiques
Dels 32 establiments que hi havia el 2007, 2 eren d'empreses alimentàries, 2 d'empreses de fabricació d'altres productes industrials, 9 d'empreses de construcció, 5 d'empreses de comerç i reparació d'automòbils, 1 d'una empresa de transport, 2 d'empreses d'hostatgeria i restauració, 2 d'empreses immobiliàries, 2 d'empreses de serveis, 4 d'entitats de l'administració pública i 3 d'empreses classificades com a «altres activitats de serveis».
Dels 11 establiments de servei als particulars que hi havia el 2009, 1 era un taller de reparació d'automòbils i de material agrícola, 2 paletes, 3 fusteries, 2 electricistes, 1 perruqueria, 1 restaurant i 1 agència immobiliària.
Dels 3 establiments comercials que hi havia el 2009, 2 eren fleques i 1 una botiga de roba.
L'any 2000 a Boismé hi havia 66 explotacions agrícoles que ocupaven un total de 2.772 hectàrees.

## Poblacions més properes
El següent diagrama mostra les poblacions més properes.